# Tanya Franck
Pour les articles homonymes, voir Franck.
Tanya Franck, née le 13 décembre 1974 à North York, est une joueuse canadienne de soccer évoluant au poste de milieu de terrain.

## Carrière
Tanya Franck compte 29 sélections et 3 buts en équipe du Canada entre 1997 et 2000. Elle reçoit sa première sélection le 31 mai 1997, contre les États-Unis.
Elle remporte le Championnat féminin de la CONCACAF 1998, où elle inscrit un doublé contre Porto Rico, et participe à la Coupe du monde 1999 organisée aux États-Unis. Cinquième de l'Algarve Cup en 2000, elle obtient sa dernière sélection sous le maillot canadien le 28 juin 2000, en match de poule de la Gold Cup féminine 2000 contre le Guatemala (victoire 12-0). 